# Nošovice
Nošovice (în germană Noschowitz, în poloneză Noszowice) este un municipiu și un sat din districtul Frýdek-Místek din regiunea Moravia-Silezia din Republica Cehă. Are aproximativ 1.000 de locuitori.